# Please Please Me
Please Please Me fou el primer llarga durada dels Beatles, enregistrat el dia 11 de febrer del 1963 i produït per George Martin.
L'enregistrament es va fer en tan sols 11 hores a l'estudi nº 2 d'Abbey Road, a Londres, per a la companyia discogràfica Parlophone, la subsidiària anglesa d'EMI. El contingut és un seguit de les cançons que solien tocar en els seus concerts, tant pròpies com d'altres compositors, amb una versió nova del tema prèviament llençat en single Love Me Do. Finalitza amb la impressionant demostració de John Lennon cantant Twist and Shout.
Va sortir a la venda el 22 de març. Al Regne Unit va arribar al Nº 1 de les llistes de vendes el dia 11 de maig i va romandre en aquest lloc durant 30 setmanes fins al 7 de desembre, data en la qual va ser substituït pel segon LP del grup With The Beatles.

## Crèdits
- George Harrison - Guitarra, Veus
- John Lennon - Guitarra, Harmònica, Veu solista
- Paul McCartney - Baix, Veu solista
- Ringo Starr - Bateria, Maraques, Veus
- George Martin - Producció, Piano
- Tony Barrow - Notes a la contracoberta
- Angus McBean - Fotografia de coberta

## Llista de cançons
1. I Saw Her Standing There (Lennon/McCartney)
2. Misery (Lennon/McCartney)
3. Anna (Go With Him) (Alexander)
4. Chains (Goffin/King)
5. Boys (Dixon/Farrell)
6. Ask Me Why (Lennon/McCartney)
7. Please Please Me (Lennon/McCartney)
8. Love Me Do (Lennon/McCartney)
9. P.S. I Love You (Lennon/McCartney)
10. Baby It's You (David/Williams/Bacharach)
11. Do You Want To Know A Secret? (Lennon/McCartney)
12. A Taste Of Honey (Scott/Marlow)
13. There's A Place (Lennon/McCartney)
14. Twist And Shout (Medley/Rusell)